# Soerjani Mingoen-Karijomenawi
Soerjani Karijomenawi, gehuwd Mingoen, is een Surinaams politicus. Ze is lid van de Vooruitstrevende Hervormings Partij (VHP) en werd tijdens de verkiezingen van 2020 gekozen tot lid van De Nationale Assemblée (DNA).

## Biografie
Mingoen is van Javaanse afkomst. Ze was in 2010 medeoprichter van het Muziek Educatie Centrum Commewijne (MECC).
Ze was aanvankelijk aanhanger van de Javaanse partij Pertjajah Luhur (PL). Ze raakte in deze partij teleurgesteld toen die tegen eerdere beloftes in toch samenwerkte in het eerste kabinet-Bouterse (2010-2015). Volgens haar had de PL de Javaanse gemeenschap daardoor bedrogen. Ook zouden Javanen de PL de stem voor de Amnestiewet (2012) kwalijk hebben genomen, aldus Mingoen.
Ze volgde daarna de ontwikkelingen van de VHP onder het voorzitterschap van Chan Santokhi en sloot zich uiteindelijk in 2018 hierbij aan. In december 2019 trok ze met VHP-jongeren door Richelieu en Meerzorg en brachten ze kerstmuziek ten gehore met zang, keyboard en saxofoon.
Tijdens de parlementsverkiezingen van 2020 was ze voor haar partij kandidaat in Commewijne en verwierf ze een zetel in DNA.